# Blow-Fill-Seal

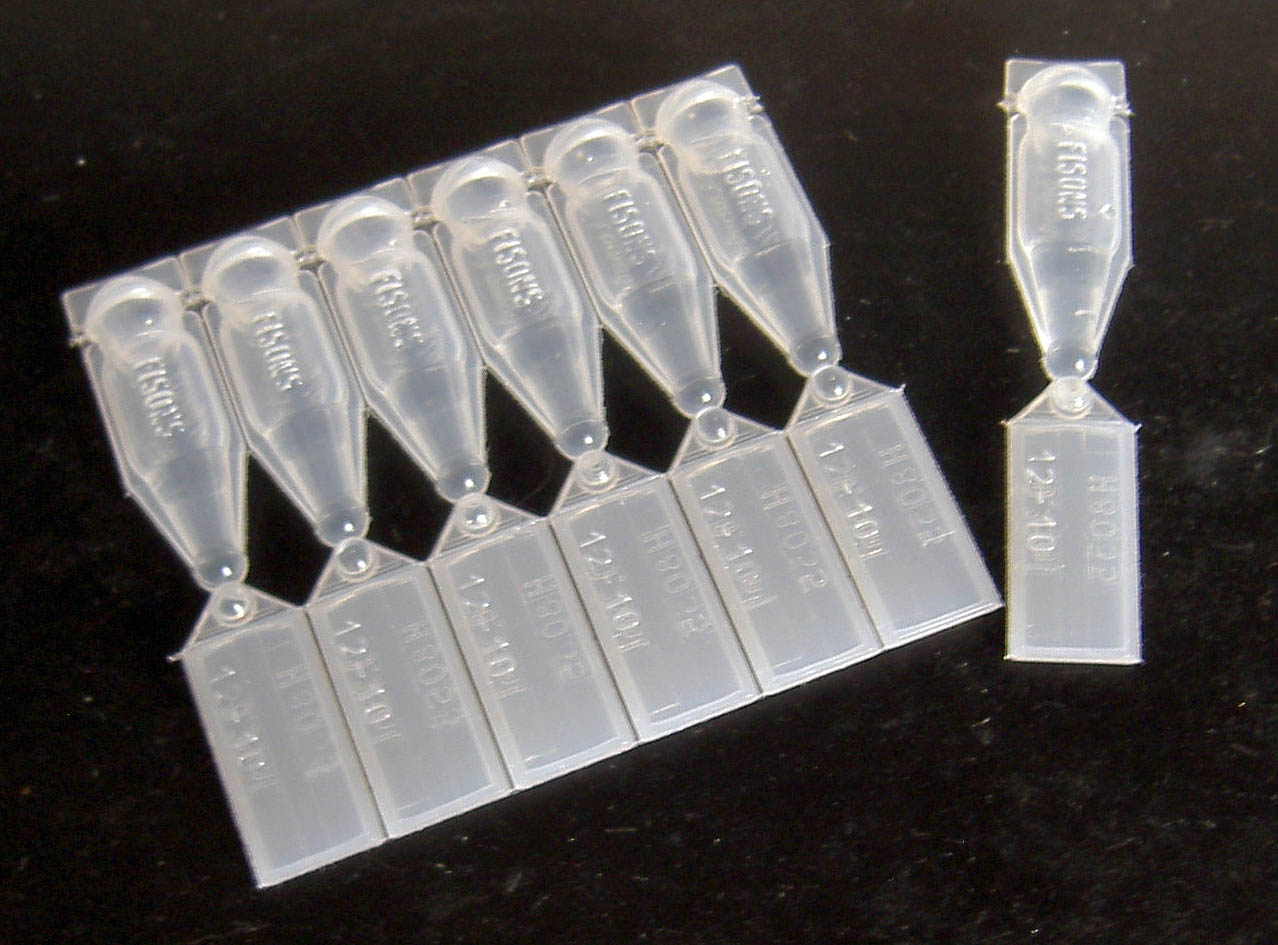
BFS-verpackte Augentropfen zum einmaligen Gebrauch

Blow-Fill-Seal, auch geschrieben als Blow/Fill/Seal und bzw. mit BFS abgekürzt, ist ein automatisiertes Herstellungsverfahren, bei dem Kunststoffbehälter wie Flaschen oder Ampullen in einem kontinuierlichen Ablauf in Form aufgeblasen (Blow), befüllt (Fill) und versiegelt (Seal) werden. Dieser Prozess findet in einem sterilen, geschlossenen Bereich innerhalb einer Maschine statt – ohne menschliches Eingreifen – und eignet sich daher zur aseptischen Herstellung steriler pharmazeutischer oder nicht-pharmazeutischer flüssiger oder halbfester Einzeldosisformen.
BFS ist eine aseptische Verarbeitungstechnologie, die zum Abfüllen und Verpacken bestimmter steriler flüssiger Formulierungen wie ophthalmischer Lösungen, inhalativer Anästhetika oder Spüllösungen verwendet wird. Sie kann jedoch auch für Injektabilia, parenterale Medikamente und verschiedene andere flüssige oder halbfeste Arzneimittel eingesetzt werden, wobei Füllvolumina zwischen 0,1 und 1000 cm³ möglich sind.
Im Vergleich zu herkömmlichen Glasampullen sind BFS-Ampullen kostengünstig, leicht und bruchsicher.

## Geschichte
BFS wurde Anfang der 1960er-Jahre bei Rommelag entwickelt. Im Jahr 1963 reichte Gerhard Hansen ein Patent für das BFS-Verfahren ein. Ursprünglich wurde es für die Verpackung nicht-steriler Produkte verwendet, wie nicht sterile Medizinprodukte, Lebensmittel und Kosmetika.
Anfang der 1970er-Jahre wurde das Bottelpack-System von Rommelag erstmals für die Abfüllung großvolumiger pharmazeutischer Lösungen eingesetzt. Bis Ende der 1980er-Jahre hatte sich BFS in der Verpackungsindustrie fest etabliert, insbesondere bei der Verpackung von pharmazeutischen und medizinischen Produkten.
In den 1980er- und 1990er-Jahren fand BFS zunehmend Anwendung bei den heute gängigen kleinvolumigen Einzeldosisformen. Seit Anfang der 2000er-Jahre hat sich BFS als bevorzugtes Verpackungsverfahren für parenterale Produkte herausgebildet.

## BFS-Prozess
Der BFS-Prozess funktioniert ähnlich wie das herkömmliche Extrusionsblasformen und findet innerhalb einer BFS-Maschine statt. Zunächst wird ein Kunststoff-Polymerharz auf über 160 °C erhitzt und auf 35 MPa verdichtet, wodurch es in schlauchförmiger Form extrudiert werden kann und von einer offenen zweiteiligen Form aufgenommen wird, um den Behälter zu formen.
Dann schließt sich die Form, wodurch der Boden des Behälters verschweißt wird. Gleichzeitig wird der Parison (der Kunststoffschlauch) oberhalb der Form abgeschnitten oder – bei der rotierenden BFS-Variante – Füllnadeln in den Parisonkopf eingeführt, ohne ihn abzuschneiden. Anschließend wird ein Füllstempel mit Blasluftfunktion im Halsbereich eingesetzt, der den Behälter abdichtet. Durch den Füllstempel wird sterile Druckluft eingeblasen, um den Behälter aufzublasen und zu formen. Beim BFS-Verfahren für kleinere Ampullen wird auf das Druckluftsystem verzichtet; stattdessen erfolgt die Formgebung des Behälters durch Vakuum.
Nachdem der BFS-Behälter geformt wurde, wird die gewünschte Flüssigkeit über die Füllstempelfunktion in den Behälter eingefüllt. Danach wird der Füllstempel angehoben, und die Kopfpartie wird durch die Kopf-Form hermetisch verschlossen. Gleichzeitig wird das Kopfprofil mittels Vakuum geformt. Im letzten Schritt öffnet sich die Form, und der fertige Behälter wird entnommen.
Ein Prozesszyklus dauert nur wenige Sekunden. Die Prozessgeschwindigkeit und damit der Ausstoß hängen von der Größe der BFS-Behälter und der Dimensionierung der BFS-Maschine ab. So erzielten beispielsweise Anfang der 2000er-Jahre die Rommelag-Maschinen 3012, 305 und 4010 M Ausstoßraten von etwa 4000, 8000 bzw. 20.000 Behältern pro Stunde.

### Sterilitätsanforderungen
Der BFS-Prozess ist ein aseptischer Abfüllprozess, der sterile Produkte erzeugt und daher selbst steril ablaufen muss. Aseptische BFS-Maschinen müssen so konstruiert sein, dass eine Fremdkontamination verhindert wird.
Daher werden rotierende BFS-Maschinen ebenso wie Shuttle-Typ-BFS-Maschinen (mit offenem Parison) in klassifizierten Bereichen betrieben, die über eine Reinraumhaube der Klasse A verfügen, mit sterilisierter Luft versorgt und unter Überdruck gehalten werden. Automatisierte SIP-Programme (Sterilisation in Place) werden zur Sterilisation der BFS-Anlage eingesetzt und vermeiden so menschliche Eingriffe. Aufgrund des automatisierten Anfahr- und Abfüllprozesses ist während des eigentlichen BFS-Vorgangs kein Eingreifen durch Personal erforderlich. Dennoch müssen bestimmte Einstellungen oder Eingriffe durch Personal vorgenommen werden. In der Umgebung einer BFS-Maschine sind sowohl partikuläre als auch mikrobiologische Kontaminationsüberwachungen erforderlich, ebenso wie regelmäßige CIP/SIP-Prozesse (Cleaning/Sterilisation in Place).
BFS-Maschinen sind in der Regel mit mehreren Luftfiltersystemen zur Sterilisation ausgestattet – für die Pufferluft, die Parison-Stützluft und, falls erforderlich (z. B. bei Maschinen mit offenem Parison), für die Luft in der Reinraumhaube der Klasse A. Die Luft wird dabei durch Filtersysteme sterilisiert, die mit automatischen Filterintegritätstests ausgestattet sind (z. B. automatischer Wasserintrusionstest oder Partikeltest). Diese Luftsysteme sind in der Regel in den SIP-Zyklus der BFS-Maschine integriert.

### BFS-Material
Die in der BFS-Verpackung verwendeten Materialien sind in der Regel Polyolefine, hauptsächlich Polyethylen (LDPE oder HDPE) sowie Polypropylen (PP). Diese Materialien sind robust und inert, um während der gesamten Haltbarkeitsdauer des Produkts Sterilität und Dichtheit zu gewährleisten.
Die Diffusionstendenzen können durch die Verwendung neuer Polymere verringert werden, jedoch lässt sich eine Diffusion nicht vollständig verhindern. Dies liegt an der Beschaffenheit der Polyolefine und gegebenenfalls vorhandener Additive.
Mehrere Polyethylenhersteller haben spezielle Harze in EP- oder USP-Qualität für BFS-Behälter entwickelt. Bei einigen BFS-Kunststoffen kann die Permeation in den Behälter und der Wasserverlust problematisch sein. Daher werden in bestimmten Anwendungen sekundäre Verpackungsmethoden (z. B. Laminatbeutel) eingesetzt.

## Vorteile

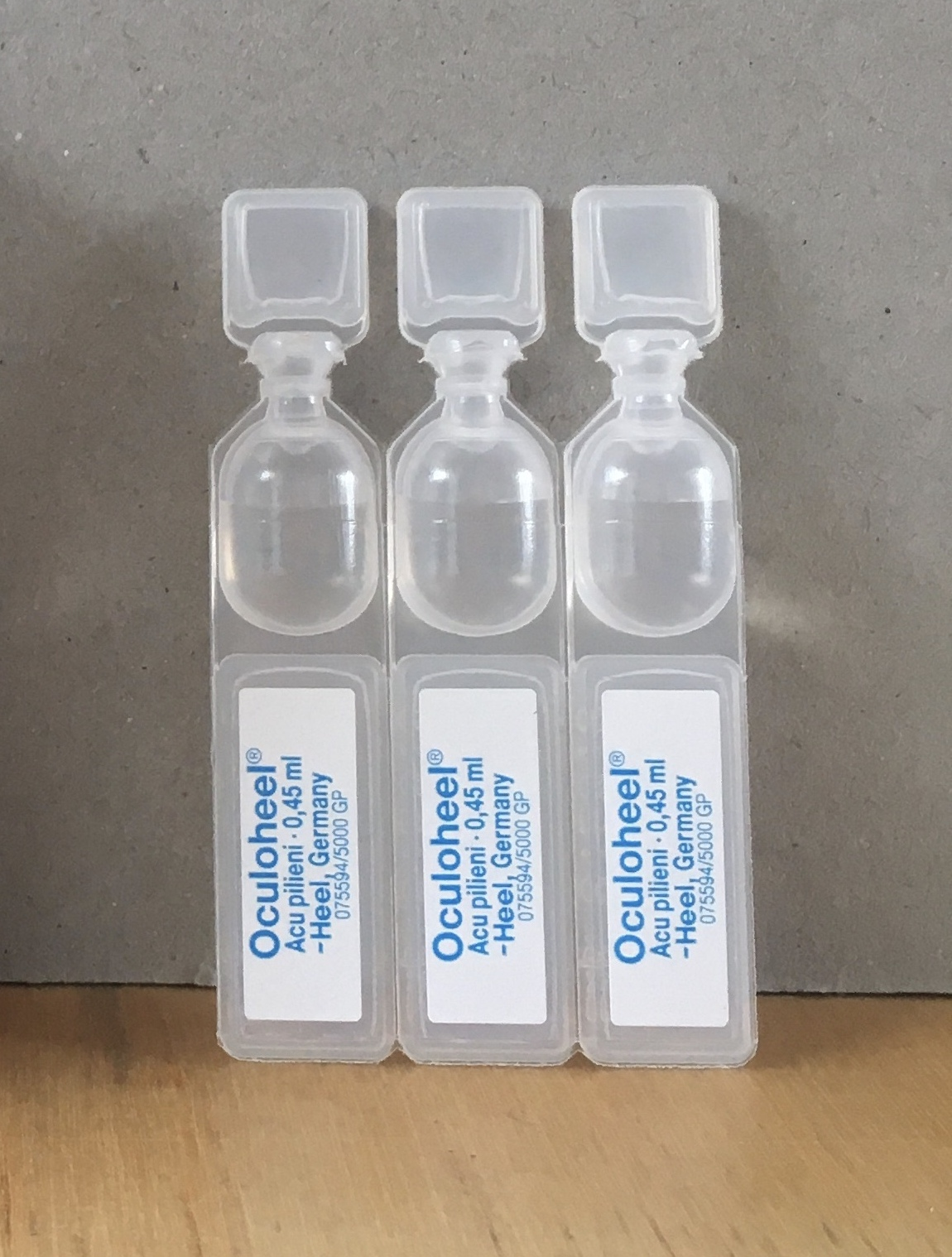
Augentropfen, die in Blow-Fill-Seal-Verpackungen verkauft werden

BFS ermöglicht eine Vielzahl unterschiedlicher Behälterdesigns, eine konstant hohe Prozessqualität, einen hohen Ausstoß und ist im Vergleich zu anderen Verpackungsverfahren kostengünstig. Darüber hinaus sind BFS-Behälter leichter als Glasbehälter und bruchsicher, was ihren Transport erleichtert.
Durch ihre Einzeldosis-Ausführung sind BFS-Behälter für Patientinnen und Patienten benutzerfreundlicher.
Die BFS-Technologie gewährleistet ein hohes Maß an Sterilität, insbesondere im Vergleich zu herkömmlichen Abfüllverfahren. Dies wird vor allem durch das Fehlen von menschlichem Kontakt oder Eingriffen erreicht, die eine der Hauptquellen für Kontamination darstellen.